# Élections constituantes de 1945 en Nouvelle-Calédonie
Les élections constituantes françaises de 1945 se déroulent le 21 octobre.

## Mode de scrutin
Les députés métropolitains sont élus selon le système de représentation proportionnelle suivant la règle de la plus forte moyenne dans le département, sans panachage ni vote préférentiel. Il y a 586 sièges à pourvoir.
En Nouvelle-Calédonie, un député est à élire au scrutin uninominal majoritaire à deux tours. 
Un second tour est prévu le 4 novembre si aucun candidat ne dépasse les 50%.

## Élus
Le député élu est : 
| Identité        | Parti |
| --------------- | ----- |
| Roger Gervolino | UDSR  |

## Résultats
|                | UDSR           | Roger Gervolino   | 3 297 | 55,31  |  |  |
|                | Gaull.         | Michel Vergès     | 2 000 | 35,55  |  |  |
|                | PCF            | Florindo Paladini | 664   | 11,14  |  |  |
|                |                |                   |       |        |  |  |
| Inscrits       | Inscrits       | Inscrits          | 9 829 | 100,00 |  |  |
| Votants        | Votants        | Votants           | 6 249 | 63,58  |  |  |
| Blancs et nuls | Blancs et nuls | Blancs et nuls    | 288   | 4,60   |  |  |
| Exprimés       | Exprimés       | Exprimés          | 5 961 | 95,40  |  |  |